# Robert Wilson (Astronom)
Sir Robert Wilson,  CBE (* 16. April 1927 in South Shields, Durham; † 2. September 2002 in Chelmsford, Essex) war ein britischer Astronom.

## Leben
Er studierte Physik am Kings College, Durham und erhielt seinen PhD in Edinburgh, wo er am königlichen Observatorium arbeitete. Er war einer der Pioniere, die die modernen Teleskope wie das Hubble-Weltraumteleskop mitentwickelten. Im Jahr 1959 Wilson trat der Plasma Spectroscopy Group in Harwell bei und wurde später Leiter der Plasma-Spektroskopie Group bei Culham, wo er ein Programm der Beobachtungen von UV-Spektren durchführte. Mit Teleskopen auf Raketen und Satelliten war es möglich, die Absorption des UV-Lichts durch die Atmosphäre der Erde zu vermeiden und einen Großteil der Informationen über die heißen Plasmen vor allem in der Chromosphäre und Korona der Sonne zu gewinnen.
Wilson engagierte sich in der European Space Research Organisation mit dem ersten Astronomie-Satelliten der TD-1A Mission und galt als "Vater" des International Ultraviolet Explorer (IUE) Satelliten. 1972 legte sein Amt als Direktor der Science Research Council der Astrophysik Research Unit in Culham nieder und wurde Professor für Astronomie am University College London. Er war Dozent 1985 für Darwin an der Royal Astronomical Society  und wurde zum Knight Bachelor  im Jahr 1989 ernannt. 1996 wurde er zum Mitglied der American Philosophical Society gewählt.
Im Jahr 1991 wurde der Asteroid (2465) Wilson nach ihm benannt.